# Британский этап FIA WTCC
Британский этап FIA WTCC — одно из официальных соревнований чемпионата мира среди легковых автомобилей, в последний год своего существования проводившееся на гоночной трассе Донингтон Парк в Великобритании.

## История
Британская гонка стала одним из первых этапов возрождённого чемпионата мира среди легковых автомобилей в 2005 году; тот приз в первый и последний раз прошёл на Сильверстоуне. C 2006 года соревнование переехала на автодром Брэндс-Хэтч в графстве Кент, где проводилось следующие пять лет. В 2011 году, в последний сезон своего проведения, пилоты разыграли зачётные баллы на трассе Донингтон Парк.
За время проведения этапа он несколько раз менял время проведения: первые гонки прошли в мае, в 2007 году соревнование перенесли на сентябрь, а в 2008-11 годах этап проводился в июле.
Наиболее удачно британский этап складывался для представителей марки Chevrolet — в 2006-11 годах они выиграли в рамках этого этапа семь гонок, а в последний год этого цикла её пилот Иван Мюллер стал единственным пилотом в истории соревнования, выигравшим в рамках одного уик-энда обе гонки.

## Победители прошлых лет
| Сезон | Пилот                       | Конструктор | Трасса         | Статья |
| ----- | --------------------------- | ----------- | -------------- | ------ |
| 2011  | Гонка 1 : Иван Мюллер       | Chevrolet   | Донингтон Парк | Отчёт  |
| 2011  | Гонка 2 : Иван Мюллер       | Chevrolet   | Донингтон Парк | Отчёт  |
| 2010  | Гонка 1 : Иван Мюллер       | Chevrolet   | Брэндс-Хэтч    | Отчёт  |
| 2010  | Гонка 2 : Энди Приоль       | BMW         | Брэндс-Хэтч    | Отчёт  |
| 2009  | Гонка 1 : Ален Меню         | Chevrolet   | Брэндс-Хэтч    | Отчёт  |
| 2009  | Гонка 2 : Августо Фарфус    | BMW         | Брэндс-Хэтч    | Отчёт  |
| 2008  | Гонка 1 : Йорг Мюллер       | BMW         | Брэндс-Хэтч    | Отчёт  |
| 2008  | Гонка 2 : Ален Меню         | Chevrolet   | Брэндс-Хэтч    | Отчёт  |
| 2007  | Гонка 1 : Ален Меню         | Chevrolet   | Брэндс-Хэтч    | Отчёт  |
| 2007  | Гонка 2 : Энди Приоль       | BMW         | Брэндс-Хэтч    | Отчёт  |
| 2006  | Гонка 1 : Иван Мюллер       | SEAT        | Брэндс-Хэтч    | Отчёт  |
| 2006  | Гонка 2 : Ален Меню         | Chevrolet   | Брэндс-Хэтч    | Отчёт  |
| 2005  | Гонка 1 : Габриэле Тарквини | Alfa Romeo  | Сильверстоун   | Отчёт  |
| 2005  | Гонка 2 : Рикард Рюделл     | SEAT        | Сильверстоун   | Отчёт  |